# Beauchamps (Manche)
Beauchamps – miejscowość i gmina we Francji, w regionie Normandia, w departamencie Manche.
Według danych na rok 1990 gminę zamieszkiwały 314 osoby, a gęstość zaludnienia wynosiła 77 osób/km² (wśród 1815 gmin Dolnej Normandii Beauchamps plasuje się na 582. miejscu pod względem liczby ludności, natomiast pod względem powierzchni na miejscu 960.).